# Clemens August von der Wenge
Clemens August Freiherr von der Wenge (* 22. September 1740 in Dreiborn; † 9. Mai 1818 in Münster) war unter anderem Erbvogt und Erbgerichtsherr der Stadt Ahrweiler, kurkölnischer Geheimer Rat und Oberjägermeister, Generalleutnant und Kommandierender General der münsterschen Truppen, Gouverneur der Stadt Münster, Geheimer Kriegsrat.

## Leben
Er war der Sohn von Friedrich Florenz Johann Theodor R(h)aban Freiherr von der Wenge. Sein Vater war hochrangiger Offizier aus dem westfälischen Uradelsgeschlecht von der Wenge, dessen Name sich von Haus Wenge in Dortmund-Lanstrop herleitet. Vom Vater erbte er neben Haus Wenge auch das von diesem um 1770 erbaute Schloss Beck.
Er befehligte um 1800 das nach ihm benannte 2. Münstersche Infanterieregiment "von Wenge".

## Familie
Er heiratete 1767 Maria Ludovica Freiin von Eynatten (* 6. September 1748 in Eller; † 5. März 1803 in Münster), Erbtochter von Johann Friedrich von Eynaten. Das Paar hatte mehrere Kinder, darunter:
- Max Friedrich († 1805), kurkölner Kammerherr[2] ⚭ Maria Katharina N.N.
- Levin Wilhelm, Domkapitular in Münster und Halberstadt
- Friedrich Florens Raban († 13. Mai 1850), stand in österreichischen Diensten und erbte die Güter seines Vaters, Haus Wenge und Schloss Beck.
- Marie Sophie (* 26. April 1777; † 5. März 1841) ⚭ Reichsgraf Martin Richard Maria von Schaesberg zu Kerpen, Lommersum und Tannheim (* 14. Juli 1778; † 24. März 1856)
- Maria Anna, Stiftsdame
- Maria Franziska (* 21. Oktober 1775; † 20. April 1800) ⚭ 1795 Maximilian Werner von Wolff-Metternich (* 30. Oktober 1770; † 2. März 1839). Ihre Nachkommen erbten nach dem Tod von Friedrich Florens Raban 1850 Haus Wenge und Schloss Beck.
- Maria Mathilde Walburga (* 4. Juli 1786; † 1. April 1869) ⚭ 1805 Maximilian Werner von Wolff-Metternich
- Maria Clementine (1778–1844)

⚭ Paul Karl Friedrich von Hanxleden († 1799)
⚭ 1801 Max Friedrich von Ketteler (1779–1832) aus dem Haus Harkotten, Eltern von Wilderich von Ketteler
- Antoinette (* 8. April 1790; † 12. Februar 1819) ⚭ 1818 Franz-Thaddäus Joseph Graf von Waldburg zu Zeil und Trauchburg (1778–1845)
- Maria Theresia (* 14. März 1798; † 4. März 1864) ⚭ 1820 Franz-Thaddäus Joseph Graf von Waldburg zu Zeil und Trauchburg (* 15. Oktober 1778; † 5. Dezember 1845)